# グリーンベイ (ウィスコンシン州)
グリーンベイ（Green Bay、[ˌɡriːn ˈbeɪ]） は、アメリカ合衆国ウィスコンシン州のブラウン郡にある都市。ブラウン郡の郡庁所在地である。人口は10万7395人（2020年）で、州内ではミルウォーキー、マディソンに次いで3番目である。ナショナル・フットボール・リーグ（NFL）のグリーンベイ・パッカーズの本拠地として知られている。
グリーンベイは、ブラウン郡、ケワニー郡、オコント郡を含むグリーンベイ都市圏統計地域の主要都市である。フォックス川の河口にあるミシガン湖の亜流域であるグリーン湾（地元では「Bay of Green Bay」と呼ばれている）の南端に位置している。ミルウォーキーの180km北である。

## 地理
この都市はグリーン湾の最奥部でフォックス川 (ウィスコンシン州)の河口にあたる北緯44度31分9秒 西経88度1分11秒 / 北緯44.51917度 西経88.01972度座標: 北緯44度31分9秒 西経88度1分11秒 / 北緯44.51917度 西経88.01972度、海抜581フィート（約177m）に位置している。
アメリカ合衆国統計局によると、この都市は総面積140.7 km2 (54.3 mi2) である。このうち113.6 km2 (43.9 mi2) が陸地で、総面積の19.24%にあたる27.1 km2 (10.4 mi2) が水面である。

## 人口動静
2000年現在の国勢調査で、この都市は人口102,313人、41,591世帯、及び24,663家族が暮らしている。人口密度は900.5/km2 (2,332.1/mi2) である。379.5/km2 (982.9/mi2) の平均的な密度に43,123軒の住宅が建っている。この都市の人種的な構成は白人85.86%、アフリカン・アメリカン1.38%、ネイティブ・アメリカン3.28%、アジア3.76%、太平洋諸島系0.04%、その他の人種3.72%、及び混血1.97%である。ここの人口の7.13%はヒスパニックまたはラテン系である。多くのアジア系アメリカ人はモン族である。
この都市内の住民は25.4%が18歳未満の未成年、18歳以上24歳以下が11.6%、25歳以上44歳以下が31.7%、45歳以上64歳以下が19.5%、及び65歳以上が11.8%にわたっている。中央値年齢は33歳である。女性100人ごとに対して男性は97.2人である。18歳以上の女性100人ごとに対して男性は94.8人である。
この都市の世帯ごとの平均的な収入は38,820米ドルであり、家族ごとの平均的な収入は48,678米ドルである。男性は33,246米ドルに対して女性は23,825米ドルの平均的な収入がある。この都市の一人当たりの収入 (per capita income) は19,269米ドルである。人口の10.5%及び家族の7.4%の収入は貧困線以下である。全人口のうち18歳未満の12.7%及び65歳以上の9.2%は貧困線以下の生活を送っている。

## 社会基盤

### 教育
この都市はウィスコンシン大学グリーンベイ校の本拠地となっている。

### 交通機関
グリーンベイ市はオースチン・ストローベル国際空港が主要な交通拠点となっている。なお、1896年から1993年にかけての間、 グリーンベイ＆ウエスタン鉄道 の本社が存在した。

## 文化

### 博物館
グリーンベイ市は アメリカ国立鉄道博物館、芸術、歴史、及び科学の展示をしている、ネビル公立博物館の本拠地となっている。

### スポーツ
NFLのグリーンベイ・パッカーズは1919年以来、グリーンベイを本拠地としているが、同市は北米4大プロスポーツリーグの中で最も小さいフランチャイズである。パッカーズはリーグ最多となる13回（2018年現在）の優勝を誇り、それ故にグリーンベイは「タイトルタウンUSA (Titletown USA) 」の異名を持つ。アメリカで唯一、チームの株式の100％を市民が保有していることでも有名。グリーンベイやウィスコンシン州はもちろん、全米中に熱狂的なファンを持ち、NFLの中でも屈指の人気を誇る。人口約10万人の町であるが、ホームスタジアムのランボー・フィールドは収容人員約8万人。